# Sportler des Jahres (Schweiz)
Die Sportler des Jahres der Schweiz werden seit 1950 alljährlich im Rahmen der «Swiss Sports Awards» gewählt. Diese Livesendung wird gegenwärtig jeweils an einem Sonntagabend im Dezember auf den Fernsehkanälen SRF 1, RTS 2 und RSI LA 2 ausgestrahlt. Moderiert wird sie von Rainer Maria Salzgeber und Fabienne Gyr. 

## Organisation
Die Wahl der Sportler des Jahres erfolgte ursprünglich durch die Schweizer Sportjournalisten. Seit 2006 erfolgt die Wahl zu je einem Drittel von den Sportjournalisten, den Fernsehzuschauern und den Sportlern.
Für die Wahl des «Trainers des Jahres» werden vom Schweizerischen Diplomtrainer-Verband «swiss coach» Vorschläge erstellt. Die Wahl erfolgt durch die Schweizer Sportmedien, den Verband Schweizer Sportjournalisten (VSSJ), die Sportler sowie durch «swiss coach» und die Leistungssportchefs der Verbände.
Der Wahlausschuss kann auch einen Ehrenpreis an eine Persönlichkeit oder an eine Institution vergeben, die sich um den Schweizer Sport verdient gemacht hat.
Dabei werden die besten Leistungen der männlichen und weiblichen Sportler in folgenden Kategorien ausgezeichnet:
- Sportler des Jahres (seit 1950, seit 1971 in eigener Kategorie)
- Sportlerin des Jahres (seit 1954, seit 1971 in eigener Kategorie)
- Team des Jahres (seit 1952)
- Behindertensportler(in) des Jahres (seit 1990)
- Trainer(in) des Jahres (seit 1990)
- Newcomer des Jahres (seit 2001)
- Most Valuable Player (seit 2019)

Von 1951 bis 2000 wurden zudem noch Preise in den Kategorien Sportförderer resp. Künstler des Jahres vergeben. In den ungeraden Jahren von 2003 bis 2009 wurde ein Ehrenpreis vergeben. Von 1997 bis 2018 war die Grossbank Credit Suisse Titelsponsor der Swiss Sports Awards, welche sie gemeinsam mit der SRG SSR organisierten. Seit 2019 ist die SRG alleinige Veranstalterin. Sie führte neu die Ehrung des besten Spielers in einer Mannschaftssportart ein und benannte die Newcomer-Wertung in «SRF 3 Best Talent Sport» um. 
| Inhaltsverzeichnis 2024 • 2023 • 2022 • 2021 • 2020 • 2019 • 2018 • 2017 • 2016 • 2015 • 2014 • 2013 • 2012 • 2011 • 2010 • 2009 • 2008 • 2007 • 2006 • 2005 • 2004 • 2003 • 2002 • 2001 • 2000 • 1999 • 1998 • 1997 • 1996 • 1995 • 1994 • 1993 • 1992 • 1991 • 1990 • 1989 • 1988 • 1987 • 1986 • 1985 • 1984 • 1983 • 1982 • 1981 • 1980 • 1979 • 1978 • 1977 • 1976 • 1975 • 1974 • 1973 • 1972 • 1971 • 1970 • 1969 • 1968 • 1967 • 1966 • 1965 • 1964 • 1963 • 1962 • 1961 • 1960 • 1959 • 1958 • 1957 • 1956 • 1955 • 1954 • 1953 • 1952 • 1951 • 1950 Weblinks • Einzelnachweise |

## Bisherige Preisträger
Zu diskutieren gab die Wahl des Sportlers des Jahres 2005: Der Tennisspieler Roger Federer wurde von den Sportjournalisten an erste Stelle gewählt, der Entscheid wurde aber durch die Fernsehabstimmung zugunsten des Motorradfahrers Thomas Lüthi umgekippt. Federer wurde später zum Weltsportler des Jahres gewählt. Viele Stimmen kritisierten die öffentliche Wahl, da Sympathien den Ausschlag vor der sportlichen Leistung gegeben hätten.
Der Tennisspieler Roger Federer holte sich 2017 zum bereits siebten Mal den Titel des «Sportler des Jahres» – zudem war er 2008 mit Stan Wawrinka auch «Team des Jahres». Zweiter wurde der Mountainbiker Nino Schurter.
Bei den Frauen holte sich die 24-jährige Skirennfahrerin Wendy Holdener den Titel und hinter ihr belegte die Triathletin Daniela Ryf (Titelträgerin von 2015) den zweiten Rang.
Aufgrund der COVID-19-Pandemie in der Schweiz fanden 2020 nur wenige Wettbewerbe statt. Deshalb wurden in diesem Jahr die besten Sportler der letzten 70 Jahre ausgezeichnet.
| Jahr | Sportler des Jahres Sportart          | Sportlerin des Jahres Sportart            | Team des Jahres Sportart                                                                                    | Paralympischer Sportler/in des Jahres Sportart  | Trainer des Jahres Sportart           | Best Talent Sport Sportart         | Most Valuable Player Sportart | Ehrenpreis Sportart                                           |
| ---- | ------------------------------------- | ----------------------------------------- | --- | ----------------------------------------------- | ------------------------------------- | ---------------------------------- | ----------------------------- | ------------------------------------------------------------- |
| 2024 | Marco Odermatt -4- Ski Alpin          | Lara Gut-Behrami -3- Ski Alpin            | Nina Brunner/Tanja Hüberli Beachvolleyball                                                                  | Catherine Debrunner Rollstuhlleichtathletik     | Patrick Fischer -2- Eishockey         | Lucia Acklin Leichtathletik        | Granit Xhaka Fussball         | Heinz Frei Rollstuhlleichtathletik/Paracycling                |
| 2023 | Marco Odermatt -3- Ski Alpin          | Lara Gut-Behrami -2- Ski Alpin            | Schweizer Billie-Jean-King-Cup-Mannschaft Tennis                                                            | Marcel Hug -9- Rollstuhlleichtathletik          | Thomas Stauffer Ski Alpin             | Stefanie Grob Ski Alpin            | Manuel Akanji Fussball        |                                                               |
| 2022 | Marco Odermatt -2- Ski Alpin          | Mujinga Kambundji -2- Leichtathletik      | Schweizer Fussballnationalmannschaft -11- Fussball                                                          | Marcel Hug -8- Rollstuhlleichtathletik          | Urs Fischer Fussball                  | Anja Weber Skilanglauf/Triathlon   | Roman Josi -2- Eishockey      | Roger Federer Tennis                                          |
| 2021 | Marco Odermatt Ski Alpin              | Belinda Bencic Tennis                     | Schweizer Fussballnationalmannschaft -10- Fussball                                                          | Marcel Hug -7- Rollstuhlleichtathletik          | Edi Telser Radsport (Mountainbike)    | Amy Baserga Biathlon               | Yann Sommer Fussball          |                                                               |
| Jahr | Sportler aus 70 Jahren Sportart       | Sportlerin aus 70 Jahren Sportart         | Team aus 70 Jahren Sportart                                                                                 | Paralympischer Sportler aus 70 Jahren Sportart  | Trainer aus 70 Jahren Sportart        | Best Talent Sport 2020 Sportart    |                               |                                                               |
| 2020 | Roger Federer Tennis                  | Vreni Schneider Ski Alpin                 | Schweizer Eishockeynationalmannschaft 2018 Eishockey                                                        | Heinz Frei Rollstuhlleichtathletik/Paracycling  | Jean-Pierre Egger Leichtathletik      | Dominic Stricker Tennis            |                               |                                                               |
| Jahr | Sportler des Jahres Sportart          | Sportlerin des Jahres Sportart            | Team des Jahres Sportart                                                                                    | Paralympische Sportlerin des Jahres Sportart    | Trainer des Jahres Sportart           | Best Talent Sport Sportart         | Most Valuable Player Sportart |                                                               |
| 2019 | Christian Stucki Schwingen            | Mujinga Kambundji Leichtathletik          | 4-mal-100-Meter-Staffel: Ajla Del Ponte, Sarah Atcho, Mujinga Kambundji, Salomé Kora Leichtathletik         | Manuela Schär Rollstuhlleichtathletik           | Adrian Rothenbühler Leichtathletik    | Sina Frei Radsport (Mountainbike)  | Roman Josi Eishockey          |                                                               |
| Jahr | Sportler des Jahres Sportart          | Sportlerin des Jahres Sportart            | Team des Jahres Sportart                                                                                    | Behindertensportler/in des Jahres Sportart      | Trainer des Jahres Sportart           | Newcomer des Jahres Sportart       |                               | Ehrenpreis Sportart                                           |
| 2018 | Nino Schurter Radsport (Mountainbike) | Daniela Ryf -2- Triathlon                 | Schweizer Eishockeynationalmannschaft -2- Eishockey                                                         | Théo Gmür Ski Alpin                             | Patrick Fischer Eishockey             | Julien Wanders Leichtathletik      |                               |                                                               |
| 2017 | Roger Federer -7- Tennis              | Wendy Holdener Ski Alpin                  | Schweizer Fussballnationalmannschaft -9- Fussball                                                           | Marcel Hug -6- Rollstuhlleichtathletik          | Severin Lüthi Tennis                  | Nico Hischier Eishockey            |                               |                                                               |
| 2016 | Fabian Cancellara -2- Radsport        | Lara Gut Ski Alpin                        | Leichtgewichts-Vierer ohne Steuermann: Mario Gyr, Simon Niepmann, Simon Schürch und Lucas Tramèr -2- Rudern | Marcel Hug -5- Rollstuhlleichtathletik          | Zoltan Jordanov Kunstturnen           | Armon Orlik Schwingen              |                               |                                                               |
| 2015 | Stan Wawrinka Tennis                  | Daniela Ryf Triathlon                     | Leichtgewichts-Vierer ohne Steuermann: Mario Gyr, Simon Niepmann, Simon Schürch und Lucas Tramèr Rudern     | Marcel Hug -4- Rollstuhlleichtathletik          | Marcel Koller -2- Fussball            | Breel Embolo Fussball              |                               |                                                               |
| 2014 | Roger Federer -6- Tennis              | Dominique Gisin Ski Alpin                 | Schweizer Davis-Cup-Mannschaft Tennis                                                                       | Marcel Hug -3- Rollstuhlleichtathletik          | Guri Hetland Skilanglauf              | Kariem Hussein Leichtathletik      |                               |                                                               |
| 2013 | Dario Cologna Skilanglauf             | Giulia Steingruber Kunstturnen            | Schweizer Eishockeynationalmannschaft Eishockey                                                             | Marcel Hug -2- Rollstuhlleichtathletik          | Sean Simpson Eishockey                | Belinda Bencic Tennis              |                               |                                                               |
| 2012 | Roger Federer -5- Tennis              | Nicola Spirig Triathlon                   | FC Basel -2- Fussball                                                                                       | Edith Wolf-Hunkeler -7- Rollstuhlleichtathletik | Roberto Di Matteo Fussball            | Benjamin Weger Biathlon            |                               |                                                               |
| 2011 | Didier Cuche -2- Ski Alpin            | Sarah Meier Eiskunstlauf                  | Schweizer Fussballnationalmannschaft (U-21-Männer) Fussball                                                 | Marcel Hug Rollstuhlleichtathletik              | Arno Del Curto -2- Eishockey          | Giulia Steingruber Kunstturnen     |                               |                                                               |
| 2010 | Simon Ammann -2- Skispringen          | Ariella Kaeslin -3- Kunstturnen           | Schweizer Fussballnationalmannschaft (U-17-Junioren) Fussball                                               | Christoph Kunz Monoskibob                       | Dany Ryser Fussball                   | Mike Schmid Freestyle-Skiing       |                               |                                                               |
| 2009 | Didier Cuche Ski Alpin                | Ariella Kaeslin -2- Kunstturnen           | ZSC Lions Eishockey                                                                                         | Heinz Frei -9- Paracycling                      | Fredrik Aukland Skilanglauf           | Dario Cologna Skilanglauf          |                               | Schweizer Fussballnationalmannschaft (U-17-Junioren) Fussball |
| 2008 | Fabian Cancellara Radsport            | Ariella Kaeslin Kunstturnen               | Roger Federer und Stan Wawrinka Tennis                                                                      | Heinz Frei -8- Paracycling                      | Leo Held Judo                         | Lara Gut Ski Alpin                 |                               |                                                               |
| 2007 | Roger Federer -4- Tennis              | Simone Niggli-Luder -3- Orientierungslauf | Team Alinghi Segeln                                                                                         | Edith Hunkeler -6- Rollstuhlleichtathletik      | Arno Del Curto Eishockey              | Thabo Sefolosha Basketball         |                               | Adolf Ogi                                                     |
| 2006 | Roger Federer -3- Tennis              | Tanja Frieden Snowboard                   | Schweizer Fussballnationalmannschaft -8- Fussball                                                           | Edith Hunkeler -5- Rollstuhlleichtathletik      | Jakob Kuhn -2- Fussball               | Johan Djourou Fussball             |                               |                                                               |
| 2005 | Thomas Lüthi Motorradsport            | Simone Niggli-Luder -2- Orientierungslauf | Schweizer Fussballnationalmannschaft -7- Fussball                                                           | Edith Hunkeler -4- Rollstuhlleichtathletik      | Jakob Kuhn Fussball                   | Jonas Hiller Eishockey             |                               | Peter Sauber Automobilsport                                   |
| 2004 | Roger Federer -2- Tennis              | Karin Thürig Radsport                     | Patrick Heuscher und Stefan Kobel Beachvolleyball                                                           | Urs Kolly Leichtathletik                        | Rolf Kalich Fechten                   | Marcel Hug Rollstuhlleichtathletik |                               |                                                               |
| 2003 | Roger Federer Tennis                  | Simone Niggli-Luder Orientierungslauf     | Team Alinghi Segeln                                                                                         | Edith Hunkeler -3- Rollstuhlleichtathletik      | Irène Müller-Bucher Orientierungslauf | Thomas Lüthi Motorradsport         |                               | Ferdy Kübler Radsport                                         |
| 2002 | Simon Ammann Skispringen              | Natascha Badmann -2- Triathlon            | FC Basel Fussball                                                                                           | Edith Hunkeler -2- Rollstuhlleichtathletik      | Berni Schödler Skispringen            | Myriam Casanova Tennis             |                               |                                                               |
| 2001 | André Bucher Leichtathletik           | Sonja Nef Ski Alpin                       | Sauber-Petronas Automobilsport                                                                              | Edith Hunkeler Rollstuhlleichtathletik          | Andy Vögtli Leichtathletik            | Nicola Spirig Triathlon            |                               |                                                               |
| Jahr | Sportler des Jahres Sportart          | Sportlerin des Jahres Sportart            | Team des Jahres Sportart                                                                                    | Behindertensportler des Jahres Sportart         | Trainer des Jahres Sportart           |                                    |                               |                                                               |
| 2000 | André Bucher Leichtathletik           | Brigitte McMahon Triathlon                | Gianna Hablützel-Bürki, Sophie Lamon und Diana Romagnoli Fechten                                            | Lukas Christen Leichtathletik                   | Marcel Koller Fussball                |                                    |                               |                                                               |
| 1999 | Marcel Schelbert Leichtathletik       | Anita Weyermann Leichtathletik            | Martin Laciga/Paul Laciga Beachvolleyball                                                                   | Heinz Frei -7- Rollstuhlleichtathletik          | Heinz Günthardt Tennis                |                                    |                               |                                                               |
| 1998 | Oscar Camenzind Radsport              | Natascha Badmann Triathlon                | Lausanne Olympique Curling                                                                                  | Heinz Frei -6- Rollstuhlleichtathletik          | Ralph Krueger Eishockey               |                                    |                               |                                                               |
| 1997 | Michael von Grünigen Ski Alpin        | Martina Hingis Tennis                     | Viererbob Reto Götschi Bobsport                                                                             | Heinz Frei -5- Rollstuhlleichtathletik          | Melanie Molitor Tennis                |                                    |                               |                                                               |
| 1996 | Donghua Li -2- Kunstturnen            | Barbara Heeb Radsport                     | Doppelzweier: Michael Gier und Markus Gier Rudern                                                           | Heinz Frei -4- Rollstuhlleichtathletik          | Marty Aitken Rudern                   |                                    |                               |                                                               |
| 1995 | Donghua Li Kunstturnen                | Vreni Schneider -5- Ski Alpin             | Schweizer Fussballnationalmannschaft -6- Fussball                                                           | Heinz Frei -3- Rollstuhlleichtathletik          | Urs Mühlethaler Handball              |                                    |                               |                                                               |
| 1994 | Tony Rominger -4- Radsport            | Vreni Schneider -4- Ski Alpin             | Schweizer Fussballnationalmannschaft -5- Fussball                                                           | Franz Nietlispach -3- Rollstuhlleichtathletik   | Peter Schläpfer Leichtathletik        |                                    |                               |                                                               |
| 1993 | Tony Rominger -3- Radsport            | Manuela Maleeva-Fragnière Tennis          | Schweizer Fussballnationalmannschaft -4- Fussball                                                           | Heinz Frei -2- Rollstuhlleichtathletik          | Roy Hodgson Fussball                  |                                    |                               |                                                               |
| 1992 | Tony Rominger -2- Radsport            | Conny Kissling Skiakrobatik               | Schweizer Davis-Cup-Mannschaft Tennis                                                                       | Heinz Frei Rollstuhlleichtathletik              | Bill Gilligan Eishockey               |                                    |                               |                                                               |
| 1991 | Werner Günthör -3- Leichtathletik     | Vreni Schneider -3- Ski Alpin             | Schweizer Fussballnationalmannschaft -3- Fussball                                                           | Franz Nietlispach -2- Rollstuhlleichtathletik   | Karl Frehsner Ski Alpin               |                                    |                               |                                                               |
| 1990 | Daniel Giubellini Kunstturnen         | Anita Protti Leichtathletik               | Viererbob Gustav Weder Bobsport                                                                             | Franz Nietlispach Rollstuhlleichtathletik       | Simon Schenk Eishockey                |                                    |                               |                                                               |
| Jahr | Sportler des Jahres Sportart          | Sportlerin des Jahres Sportart            | Team des Jahres Sportart                                                                                    |                                                 |                                       |                                    |                               |                                                               |
| 1989 | Tony Rominger Radsport                | Vreni Schneider -2- Ski Alpin             | Viererbob Gustav Weder Bobsport                                                                             |                                                 |                                       |                                    |                               |                                                               |
| 1988 | Hippolyt Kempf Nordische Kombination  | Vreni Schneider Ski Alpin                 | Doppelzweier: Ueli Bodenmann und Beat Schwerzmann Rudern                                                    |                                                 |                                       |                                    |                               |                                                               |
| 1987 | Werner Günthör -2- Leichtathletik     | Maria Walliser -2- Ski Alpin              | ZMC Amicitia Zürich Handball                                                                                |                                                 |                                       |                                    |                               |                                                               |
| 1986 | Werner Günthör Leichtathletik         | Maria Walliser Ski Alpin                  | Schweizer Eishockeynationalmannschaft Eishockey                                                             |                                                 |                                       |                                    |                               |                                                               |
| 1985 | Pirmin Zurbriggen Ski Alpin           | Michela Figini -2- Ski Alpin              | Weltcup-Team Ski Alpin                                                                                      |                                                 |                                       |                                    |                               |                                                               |
| 1984 | Étienne Dagon Schwimmsport            | Michela Figini Ski Alpin                  | Strassenvierer -3- Radsport                                                                                 |                                                 |                                       |                                    |                               |                                                               |
| 1983 | Urs Freuler -2- Radsport              | Doris De Agostini Ski Alpin               | Strassenvierer -2- Radsport                                                                                 |                                                 |                                       |                                    |                               |                                                               |
| 1982 | Urs Freuler Radsport                  | Erika Hess Ski Alpin                      | Vierer ohne Steuermann: Netzle, Trümpler, Weitnauer und Saile Rudern                                        |                                                 |                                       |                                    |                               |                                                               |
| 1981 | Roland Dalhäuser Leichtathletik       | Denise Biellmann -2- Eiskunstlauf         | Weltcup-Team Ski Alpin                                                                                      |                                                 |                                       |                                    |                               |                                                               |
| 1980 | Robert Dill-Bundi Radsport            | Ruth Keller Trampolinturnen               | Zweierbob-Team: Erich Schärer und Josef Benz Bobsport                                                       |                                                 |                                       |                                    |                               |                                                               |
| 1979 | Peter Lüscher Ski Alpin               | Denise Biellmann Eiskunstlauf             | Schweizer Handballnationalmannschaft -2- Handball                                                           |                                                 |                                       |                                    |                               |                                                               |
| 1978 | Markus Ryffel Leichtathletik          | Cornelia Bürki Leichtathletik             | Schweizer Handballnationalmannschaft Handball                                                               |                                                 |                                       |                                    |                               |                                                               |
| 1977 | Michel Broillet Gewichtheben          | Lise-Marie Morerod -3- Ski Alpin          | Nationalmannschaft Fechten                                                                                  |                                                 |                                       |                                    |                               |                                                               |
| 1976 | Heini Hemmi Ski Alpin                 | Christine Stückelberger Dressurreiten     | Nationalmannschaft Behindertensport                                                                         |                                                 |                                       |                                    |                               |                                                               |
| 1975 | Rolf Bernhard Leichtathletik          | Lise-Marie Morerod -2- Ski Alpin          | Viererbob-Team Erich Schärer Bobsport                                                                       |                                                 |                                       |                                    |                               |                                                               |
| 1974 | Clay Regazzoni Automobilsport         | Lise-Marie Morerod Ski Alpin              | Nationalmannschaft Curling                                                                                  |                                                 |                                       |                                    |                               |                                                               |
| 1973 | Werner Dössegger Leichtathletik       | Karin Iten Eiskunstlauf                   | Viererbob-Team Stadler Bobsport                                                                             |                                                 |                                       |                                    |                               |                                                               |
| 1972 | Bernhard Russi -2- Ski Alpin          | Marie-Theres Nadig Ski Alpin              | 4-mal-10-Kilometer-Staffel Skilanglauf                                                                      |                                                 |                                       |                                    |                               |                                                               |
| 1971 | Jo Siffert Automobilsport             | Meta Antenen -2- Leichtathletik           | Viererbob-Team Stadler Bobsport                                                                             |                                                 |                                       |                                    |                               |                                                               |
| Jahr | Sportler/in des Jahres Sportart       | Sportler/in des Jahres Sportart           | Team des Jahres Sportart                                                                                    |                                                 |                                       |                                    |                               |                                                               |
| 1970 | Bernhard Russi Ski Alpin              | Bernhard Russi Ski Alpin                  | Nationalmannschaft Kunstturnen                                                                              |                                                 |                                       |                                    |                               |                                                               |
| 1969 | Philippe Clerc Leichtathletik         | Philippe Clerc Leichtathletik             | Strassenvierer: Walter Bürki, Josef Fuchs, Bruno Hubschmid und Xaver Kurmann Radsport                       |                                                 |                                       |                                    |                               |                                                               |
| 1968 | Josef Haas Skilanglauf                | Josef Haas Skilanglauf                    | Olympiavierer: Oswald, Waser, Bolliger, Grob und Fröhlich Rudern                                            |                                                 |                                       |                                    |                               |                                                               |
| 1967 | Werner Duttweiler Leichtathletik      | Werner Duttweiler Leichtathletik          | Schweizer Fussballnationalmannschaft -2- Fussball                                                           |                                                 |                                       |                                    |                               |                                                               |
| 1966 | Meta Antenen Leichtathletik           | Meta Antenen Leichtathletik               | Grasshopper Club Zürich Fussball                                                                            |                                                 |                                       |                                    |                               |                                                               |
| 1965 | Urs von Wartburg Leichtathletik       | Urs von Wartburg Leichtathletik           | Doppelzweier: Melchior Bürgin und Martin Studach Rudern                                                     |                                                 |                                       |                                    |                               |                                                               |
| 1964 | Henri Chammartin Dressurreiten        | Henri Chammartin Dressurreiten            | Schweizer Equipe Dressurreiten                                                                              |                                                 |                                       |                                    |                               |                                                               |
| 1963 | August Hollenstein Schiessen          | August Hollenstein Schiessen              | Matchschützenteam Schiessen                                                                                 |                                                 |                                       |                                    |                               |                                                               |
| 1962 | Adolf Mathis Ski Alpin                | Adolf Mathis Ski Alpin                    | 4-mal-100-Meter-Staffel Leichtathletik                                                                      |                                                 |                                       |                                    |                               |                                                               |
| 1961 | Gérard Barras Leichtathletik          | Gérard Barras Leichtathletik              | Schweizer Fussballnationalmannschaft Fussball                                                               |                                                 |                                       |                                    |                               |                                                               |
| 1960 | Bruno Galliker Leichtathletik         | Bruno Galliker Leichtathletik             | 4-mal-100-Meter-Staffel Leichtathletik                                                                      |                                                 |                                       |                                    |                               |                                                               |
| 1959 | Ernst Fivian Kunstturnen              | Ernst Fivian Kunstturnen                  | Vierer ohne Steuermann: Scheller, Kottmann, Ess und Streuli Rudern                                          |                                                 |                                       |                                    |                               |                                                               |
| 1958 | Christian Wägli Leichtathletik        | Christian Wägli Leichtathletik            | Skiclub Le Brassus Skilanglauf                                                                              |                                                 |                                       |                                    |                               |                                                               |
| 1957 | Walter Tschudi Leichtathletik         | Walter Tschudi Leichtathletik             | BSC Young Boys Fussball                                                                                     |                                                 |                                       |                                    |                               |                                                               |
| 1956 | Madeleine Chamot-Berthod Ski Alpin    | Madeleine Chamot-Berthod Ski Alpin        | Mount-Everest-Expedition Bergsteigen                                                                        |                                                 |                                       |                                    |                               |                                                               |
| 1955 | Hans Frischknecht Waffenlauf          | Hans Frischknecht Waffenlauf              | BTV Luzern Kunstturnen                                                                                      |                                                 |                                       |                                    |                               |                                                               |
| 1954 | Ida Schöpfer-Bieri Ski Alpin          | Ida Schöpfer-Bieri Ski Alpin              | Doppelzweier Strebel/Schriever Rudern                                                                       |                                                 |                                       |                                    |                               |                                                               |
| 1953 | Alfred Bickel Fussball                | Alfred Bickel Fussball                    | Ueli Poltera, Hans-Martin Trepp und Gebhard Poltera (EHC Arosa) Eishockey                                   |                                                 |                                       |                                    |                               |                                                               |
| 1952 | Josef Stalder Kunstturnen             | Josef Stalder Kunstturnen                 | Mount-Everest-Expedition Bergsteigen                                                                        |                                                 |                                       |                                    |                               |                                                               |
| 1951 | Hugo Koblet Radsport                  | Hugo Koblet Radsport                      | |                                                 |                                       |                                    |                               |                                                               |
| 1950 | Armin Scheurer Leichtathletik         | Armin Scheurer Leichtathletik             | |                                                 |                                       |                                    |                               |                                                               |